# Jon Walker
Pour les articles homonymes, voir Walker.
Jonathan Jacob Walker, né le 17 septembre 1985 à Chicago dans l'Illinois, est l'ancien bassiste du groupe de rock Panic! at the Disco et l'actuel guitariste de The Young Veins.
Il a été recruté dans le groupe pour remplacer Brent Wilson, l'ancien bassiste. À l'origine, le remplacement devait être temporaire, mais finalement il a été officiellement annoncé membre du groupe Panic(!) At The Disco le 17 mai 2006 lors du départ définitif de Brent Wilson. Avant d'en devenir membre, il est parti en tournée avec The Academy Is... en tant que technicien et c'est sur le Truckstops & Statelines Winter Tour qu'il a fait connaissance avec le groupe. L'histoire raconte que Jon a rencontré Ryan Ross car celui-ci avait des problèmes avec sa pédale de guitare et les deux jeunes gens sont devenus amis instantanément.
Le 6 juillet 2009, il annonce sur le site officiel des Panic! At The Disco qu'il quitte le groupe pour en former un autre avec Ryan Ross : Dans ce nouveau groupe, The Young Veins, il joue de la guitare et chante quelques chansons.

## Infos
- Après avoir eu son diplôme en 2004 à la Bartlett High School, Jon a étudié très brièvement au Collège Columbia.
- Son meilleur ami est Tom Conrad, ex-guitariste de The Academy Is...